# Digimon Adventure (film)
Cet article concerne le court-métrage. Pour l'anime homonyme, voir Digimon Adventure. Pour le jeu vidéo, voir Digimon Adventure (jeu vidéo). Pour le long métrage sorti en France, voir Digimon, le film.
Série Digimon, le film
Bokura no Uō Gēmu!
Pour plus de détails, voir Fiche technique et Distribution.
Digimon Adventure (デジモンアドベンチャー, Dejimon Adobenchā) est un court métrage d'animation réalisé par Mamoru Hosoda à ses débuts pour l'évènement '99 Spring Toei Anime Fair pour promouvoir la diffusion, le lendemain matin, de la première série télévisée homonyme Digimon. Cette production de Toei Animation d'une durée de vingt minutes sort au Japon le 6 mars 1999 et est distribuée par Bandai Visual. Pour le distinguer de la version télévisée homonyme, ce prologue est également nommé et distribué sous le titre Digimon Adventure, le film (劇場版 デジモンアドベンチャー).
Le métrage est réuni en un récit homogène dans le long métrage Digimon, le film de 2000, avec Bokura no Uō Gēmu! et Digimon 02, distribué par UFD en France,. Un succès au box-office, en rapportant plus de 16 millions de dollars dans le monde pour un budget de production de 5 millions de dollars. Ce succès à l'international lance ensuite la carrière du réalisateur,,.

## Synopsis
En pleine nuit dans le complexe résidentiel de Tokyo, un œuf émane de l'écran d'ordinateur du père de deux jeunes enfants : Tai et sa petite sœur Kari. L'œuf éclot et une étrange créature en sort. Le monstre se développe progressivement, et se révèle être doué de paroles. Cette créature se présente en tant que Koromon.
Koromon évolue et devient de plus en plus massif, ce qui ne manque pas de poser problème lorsqu'il décide de parcourir la ville avec la petite Kari sur son dos. Tai se lance à leur poursuite, constatant les dégâts que la créature provoque. C'est alors que dans le ciel, un second œuf, cette fois gigantesque, apparaît et une autre créature, ressemblant à une sorte d'aigle surgit alors. Les deux monstres se lancent dans un féroce combat au cours duquel Koromon, la créature, se transforme une nouvelle fois en une sorte de dinosaure encore plus impressionnant. Tai et Kari, ainsi que plusieurs autres enfants, assistent à la confrontation. Grâce aux encouragements des deux enfants, l'ennemi est terrassé dans une immense explosion. Au petit matin, il ne reste plus aucune trace du monstre et de Koromon. Seules les traces du combat subsistent. Quelques années plus tard, tous les enfants ayant assisté à ce combat deviendront les « digisauveurs » et vivront d'étonnantes aventures dans le digimonde.

## Fiche technique
- Réalisation : Mamoru Hosoda[11]
- Scénario : Reiko Yoshida
- Production : Toei Animation[12],[2]
- Distributeur : Bandai Visual
- Musique : Takanori Arisawa (utilisation du Boléro de Ravel)
- Direction artistique : Ken Tokushige
- Directeur de l'animation : Takaaki Yamashita
- Photographie : Shigeru Ando
- Durée : 20 minutes
- Date de sortie : 
  -  Japon : 6 mars 1999

## Production

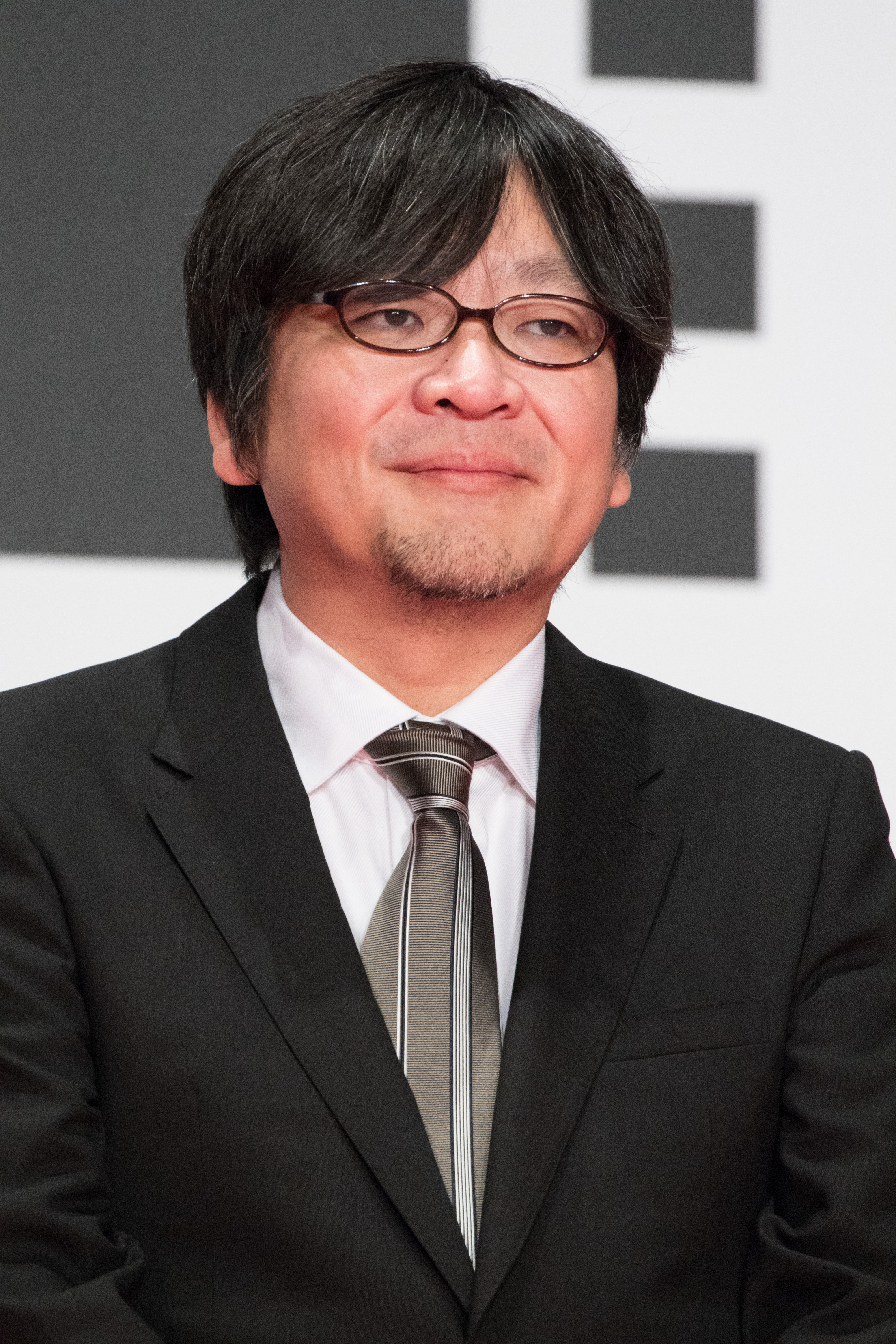
Mamoru Hosoda, réalisateur de Digimon Adventure.

À l'origine, il s'agissait d'un projet indépendant non lié à un projet télévisuel[réf. souhaitée]. Le métrage est produit autour du virtual pet Digimon créé par WiZ,. Alors que les dessins du character designer Katsuyoshi Nakatsuru avaient une proposition de rétro comics des années 1960-1970, un style plus inspiré du manga Digimon Adventure V-Tamer 01 du V Jump (de Tenya Yabuno) est néanmoins imposé pour des raisons de cohérence publicitaire ; dans le cadre du projet multimédia entre Toei Animation et le V Jump, le métrage devait également inclure le personnage Tai Kamiya.  
La première proposition de Hosoda est alors de se démarquer et d'avoir le père de Tai comme protagoniste accompagné de son Digimon, avec comme décor les Jeux Olympiques d'été de 1964 à Tokyo dans une comédie où les deux font les quatre cents coups dans toute la ville. Cette proposition a été rejetée et on lui demanda plutôt une production de « kaijū ». Cette idée précise de faire du cinéma de kaijū en vingt minutes a été jugée irréalisable par Hosoda et son équipe, la proposition de l'équipe est d'axer l'histoire avant tout sur la rencontre entre les enfants et le(s) Digimon, et de produire un grand spectacle autour pour marquer le coup. 
Le métrage se passe avant les présentations dans la série, un flou sur si les Digimon étaient amis ou ennemis est gardé, l'idée était d'illustrer le(s) Digimon comme de vrais animaux dans le règne animal. Dans la réalisation, les enfants se trouvaient face à la confrontation dans leur complexe résidentiel comme dans un Colisée, en observant la scène depuis les hauteurs tout en exprimant leurs impressions, « Je me souviens d'avoir dit au comédien [de Joe] de donner l'impression qu'il regardait un match de baseball. » Une manière de représenter l'attraction de la nature et de son monde d'un point de vue objectif ; Agumon (Koromon) attaque d'abord l'autre créature (Parrotmon) afin de brouiller la notion de bien et de mal. 
Il n'était pas décidé de s'ils parleraient ou non dans la future série télévisée, le projet initial du métrage prévoyait que non, quelques lignes ont ensuite été ajoutés à Koromon dans les storyboards, de sorte à donner un tournant à l'histoire avec sa transformation en Agumon ; le réalisateur parle d'un ajout d'un peu de profondeur au Digimon en tant que personnage, en montrant différentes facettes. « Je ne voulais pas qu'ils soient des animaux de compagnie, mais plutôt des êtres qui doivent être respectés, et qui sont égaux aux humains. ». 
L'ébauche de départ de Katsuyoshi Nakatsuru pour Kari l'illustrait déjà avec un sifflet, l'idée vient alors d'en faire un personnage qui communique à moitié avec ce sifflet et où cet instrument serait utilisé pendant l'apogée du métrage. Le concept d'un frère et d'une sœur qui rencontrent un monstre et qui ont des perceptions divergentes l'un de l'autre, dans l'écriture et la relation de Kari avec son frère Tai, prend son inspiration du film L'Esprit de la ruche de 1973,. 

## Sortie
Le métrage sort le 6 mars 1999 au Japon, la veille de la diffusion de la série homonyme, pour la Toei Spring Anime Fair de 1999 avec Yu-Gi-Oh! et Dr Slump Arale's Surprise Burn!.

## Différences avecDigimon, le film
La version internationale de 85 minutes produite par Saban Entertainment est un composite des courts métrages promotionnels Digimon Adventure, le film (1999), Bokura no Uō Gēmu! et du métrage Digimon 02 de 2000 et procède à plusieurs changements dans le ton, les dialogues et l'intrigue afin de former un tout cohérent en raison d'obligations contractuelles avec Toei Animation et Bandai. Davantage de dialogues sont intégrés, l'écriture est dans le style plus nerveux de la série d'animation en Amérique du Nord et en France. Kari en assure une narration afin de créer un lien entre les trois courts indépendants notamment en faisant allusion au troisième métrage et à son protagoniste, Willis.
La partition de Digimon, le film est une bande orchestrale originale élaborée pour le long métrage par les compositeurs Udi Harpaz et Amotz Plessner, exécutée par l'orchestre symphonique de Tel Aviv ; la bande-son est influencée par notamment le pop rock et le ska punk et elle retrouve également les morceaux de la série télévisée.
Il n'y a aucune narration dans la version japonaise de ce premier métrage, hormis les quelques interventions de Tai au début et à la fin. Une scène où le père des deux enfants rentre ivre chez lui est supprimée. Le métrage utilise le Boléro de Ravel comme unique partition dans sa version originale, une bande sonore entrée dans le domaine public au Japon dix ans plus tôt.

## Distribution

### Voix japonaises
- Kae Araki : Yagami Hikari[2]
- Toshiko Fujita : Yagami Taichi[2]
- Chika Sakamoto : La créature (Koromon)[2]
- Yoshiko Sakakibara : La mère[2]
- Hiroya Ishimaru : Le père[2]
- Shizuka Okohira, Ai Nagano, Shoko Kikuchi et Yuu Sugimoto : Les enfants[2]
- Yumi Toma : Miiko (le chat)[2]

### Voix françaises
- Annabelle Roux : Sora Takenouchi
- Antoine Nouel : voix intertitres (version VHS uniquement)
- Donald Reignoux : Tai Kamiya
- Franck Tordjman : Joe Kido
- Gérard Surugue : Wargreymon, Raidramon
- Hervé Rey : Botamon, Koromon, Agumon, Greymon
- Marie-Eugénie Maréchal : T.K Takaishi, Kari
- Michèle Lituac : Mère de Tai, Mimi Tachikawa
- Michel Prud'homme : Parrotmon

Adaptation : Laurence Salva

## Médias

### Vidéo
Digimon Adventure sort le 6 août 1999 au Japon en location et le 10 décembre 1999 en cassette VHS. Le DVD sort le 13 octobre 2000 en location et le 21 janvier 2001 à la vente. Un coffret Blu-Ray, Digimon The Movies Blu-ray 1999-2006, sort le 9 janvier 2015 chez Happinet.
Aux États-Unis, l'éditeur américain Discotek Media annonce l'acquisition des droits de Digimon, le film en juillet 2023 pour une première sortie en Blu-ray, qui comprend également un doublage en anglais pour les métrages individuels, réunis en une seule collection avec le casting historique de cette production, notamment Joshua Seth, Michael Reisz et Lara Jill Miller,. 

### Ouvrages
Le Digimon Movie Book sort aux éditions Shueisha V Jump Books en janvier 2001. Il s'agit d'un livre de commentaires autour des métrages Digimon. Digimon Adventure Storyboard - Mamoru Hosoda sort aux éditions Animestyle Archive en mai 2007, c'est un recueil de storyboards dédiée aux deux courts métrages. Digimon Series Memorial Book: Digimon Animation Chronicle sort aux éditions Shinkigensha le 23 février 2010, contenant des line-arts pour chaque métrage de la franchise et des séries respectives et également différents interviews avec les producteurs.

## Accueil
Au Japon, l'évènement '99 Spring Toei Anime Fair (avec Digimon Adventure, Yu-Gi-Oh! et Doctor Slump) rapporte 650 millions de yens,,.   
Les producteurs de Gamera 3: The Revenge of Iris, à l'affiche le même jour, auraient fait l'éloge du métrage et ont déclaré que ce dernier les avait motivés à vouloir faire des divertissements semblables. Pour Crunchyroll, il s'agit d'un « court-métrage attachant », malgré l'objectif largement commercial de cette production des studios Toei Animation. Pour Polygon, le métrage est attaché à la « machine-type lancée par Pokémon », et contient du « cœur et de l'humour » ; Chris Cimi d'Otaquest note également que si le métrage est « fait pour vendre des jouets et des jeux, Hosoda démontre clairement ses aptitudes à trouver une résonance et à raconter des histoires visuellement charismatiques ».  
Digimon, le film
Aux États-Unis, Digimon, le film rapporte un total de 9 631 153 $ au niveau national. En France, ce film enregistre un nombre total de 89 340 entrées, soit le 8e film d'animation japonais à licence dans le box office français (jusqu'en 2013). Le film rapporte plus de 16 millions de dollars dans le monde pour un budget de production de 5 millions de dollars. Ce succès à l'international lance la carrière du réalisateur,,. 
Digimon, le film reste le plus gros succès au box-office américain du réalisateur Mamoru Hosoda, vingt-deux ans après sa sortie. En France, il a été le plus gros succès du réalisateur en France jusqu'en 2012, et est en 2021, le 5e film du réalisateur au box-office français. 